# 모든 곳에서
"모든 곳에서"(Somewhere)는 한국에서 제작된 최용석 감독의 2009년 영화이다. 이정비 등이 주연으로 출연하였다.

## 출연

### 주연
- 이정비
- 유재명

## 기타
- 프로듀서: 이재석
- 디지털처리: 이재석
- 마스터링: 노병욱
- 마스터링: 나종찬